# Muga de Sayago
Muga de Sayago ist ein nordwestspanischer Ort und eine Gemeinde (municipio) mit 317 Einwohnern (Stand: 2024) im Osten der Provinz Zamora der Autonomen Gemeinschaft Kastilien-León. 

## Lage
Muga de Sayago liegt in der kastilischen Hochebene in einer Höhe von etwa 775 m nahe der Grenze zwischen Portugal und Spanien. Die Provinzhauptstadt Zamora ist etwa 45 Kilometer (Fahrtstrecke) in ostnordöstlicher Richtung entfernt. Das Klima im Winter ist durchaus kalt, im Sommer dagegen warm bis heiß, Regenfälle (ca. 593 mm/Jahr) fallen verteilt übers ganze Jahr.

## Bevölkerungsentwicklung
| Jahr      | 1970 | 1981 | 1991 | 2001 | 2011 | 2021 |
| Einwohner | 656  | 876  | 561  | 500  | 402  | 350  |

## Sehenswürdigkeiten
- Vinzenzkirche

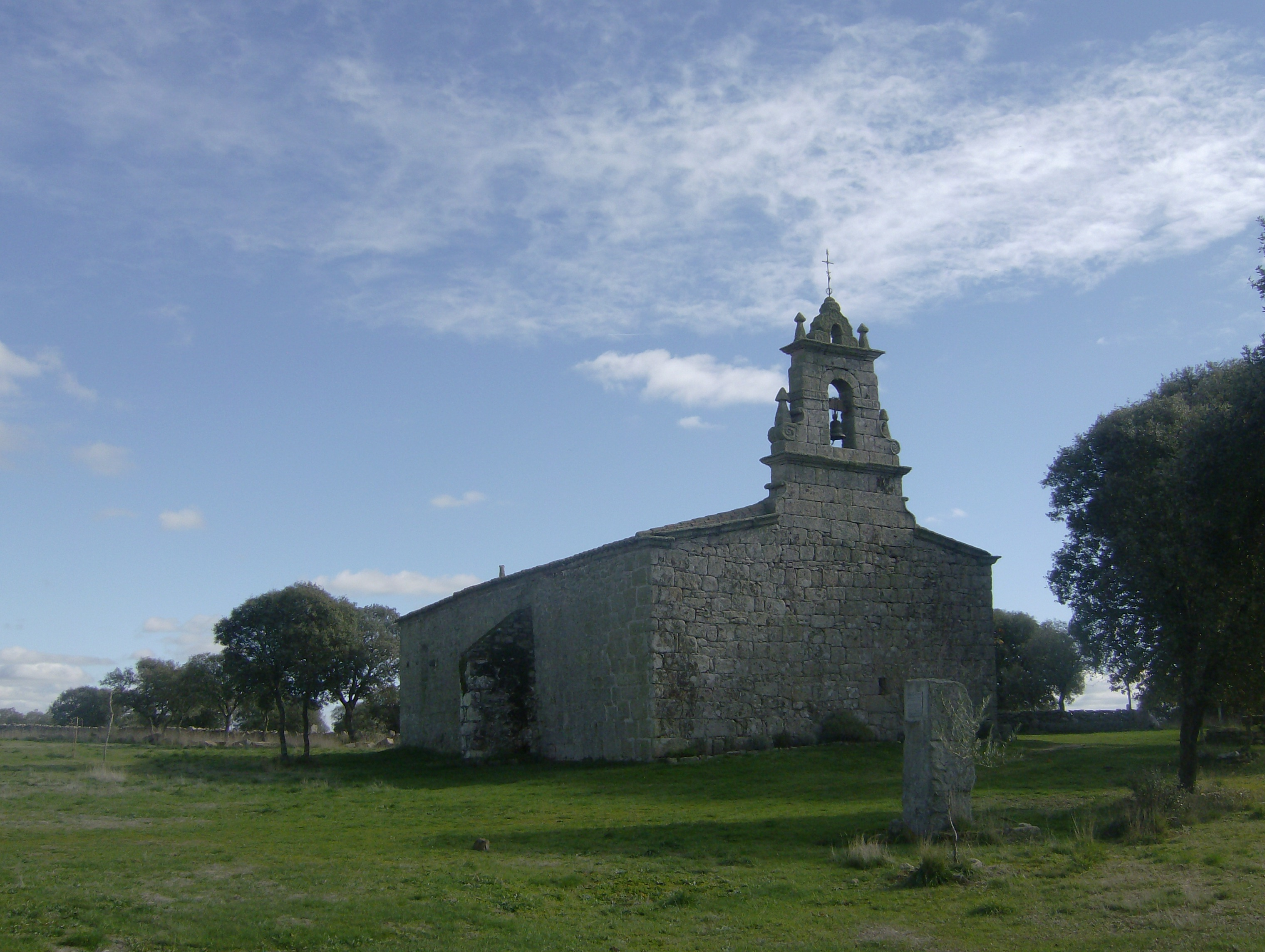
Kapelle von Fernandiel

- Kapelle von Fernandiel